# Marco Ramstein
Marco Ramstein (* 22. November 1978 in Basel) ist ein Schweizer Curler. 

## Karriere
Sein internationales Debüt hatte Ramstein im Jahr 2000 bei der Curling-Europameisterschaft in Oberstdorf, er blieb aber ohne Medaille. 2001 gewann er bei der WM in Lausanne mit der Silbermedaille seine erste Medaille. 
Ramstein spielte als Ersatzspieler der Schweizer Mannschaft bei den XIX. Olympischen Winterspielen im Curling. 
Die Mannschaft gewann am 22. Februar 2002 die olympische Bronzemedaille nach einem 7:3-Sieg gegen Schweden um Skip Peter Lindholm.

## Erfolge
- 2. Platz Weltmeisterschaft 2001
- 2. Platz Europameisterschaft 2001
- 3. Platz Olympische Winterspiele 2002
- 3. Platz Europameisterschaft 2010